# Troupe de la Comédie-Italienne en 1752

## Composition de la troupe de laComédie-Italienneen1752
L'année théâtrale commence le 10 avril 1752 (veille des Rameaux) et se termine le 14 avril 1753.
| Acteurs                     | Actrices                        |
| --------------------------- | ------------------------------- |
| Antonio Baletti (dit Mario) | Zanetta Rosa Benozzi            |
| Antoine Jean Sticotti       | Visentini De Hesse              |
| Benozzi                     | De Laboras-Riccoboni            |
| Visentini                   | Biancolelli                     |
| Ciavarelli                  | Astraudi                        |
| Rochard de Bouillat         | Favart                          |
| Bertinazzi                  | Veronese, dite Camille          |
| Veronese                    | Astraudi cadette                |
| Baletti fils                | Foulquier, dite Catinon         |
| Des Brosses                 | Belmont                         |
| Gandini                     | Elena Balletti ( dite Flaminia) |
| Soli (dit Chanville)        | Veronese (dite Coraline)        |
| Riccoboni père              |                                 |
| Riccoboni fils              |                                 |
| Danseurs et figurants       | Danseuses et figurantes         |
| La Rivière                  | Desmartins                      |
| Rousseau                    | Rivière                         |
| Gougy                       | Catinon                         |
| Baroy                       | Gotton                          |
| Visentini fils              | Superville                      |
| Baletti cadet               | Masson                          |
| Berterin aîné               | Prudhomme                       |
| Berterin cadet              | Marini                          |
| Desmartins fils             | Rivière cadette                 |
| Malot                       | Suzette                         |
| Jean-Baptiste Dehesse       |                                 |
| Berquelor                   |                                 |
| Langerville                 |                                 |
| Descombes                   |                                 |
| Visentini                   |                                 |
| Lépi aîné                   |                                 |
| Lépi cadet                  |                                 |
| Orchestre                   |                                 |
| Salomon                     | Solikof                         |
| Boucher aîné                | Saint-Hilaire                   |
| Soret                       | Blaisse                         |
| Dufresne                    | Saury                           |
| Saury                       | Astraudi                        |
| Vasson                      | Saï                             |
| Restier                     | Foulquier                       |

## Source
- Almanach historique et chronologique de tous les spectacles, Paris 1753.